# Maria Mironova
Pour les articles homonymes, voir Mironova.
Maria Andreïevna Mironova (Мария Андреевна Миронова), née le 28 mai 1973 à Moscou (URSS), est une actrice de théâtre et de cinéma soviétique puis russe.
En France, on la connaît par ses rôles dans les films de Pavel Lounguine La Noce en 2000 et Un nouveau Russe en 2002.

## Biographie
Fille de deux acteurs soviétiques renommés - Andreï Mironov (1941-1987) et Ekaterina Gradova (1946-2021) - Maria Mironova apparait pour la première fois à l'écran en 1981, dans Les Aventures de Tom Sawyer et Huckelburry Finn de Stanislav Govoroukhine où elle incarne Becky Thatcher.
Après le lycée, elle entre à l'Ecole supérieure d'art dramatique Boris Chtchoukine, puis, en 1993, fait la demande de transfert de dossier universitaire pour l'Institut fédéral d'État du cinéma, où elle poursuit ses études sous la direction de Mikhaïl Glouzski.
En 1997, elle fait ses débuts au Théâtre Lenkom et reçoit le prix Evgueny Leonov l'année suivante. Elle est Artiste émérite de Russie (Заслуженная артистка РФ) depuis 2006, lauréate du prix national de théâtre le Masque d'or, en 2007, lauréate du prix Koumir, en 2007, du prix L'Étoile du Théâtre, en 2008, lauréate des Turandot de cristal pour le rôle de Marina Mniszek dans le spectacle Boris Godounov en 2015.

## Vie privée
Elle a un fils, Andreï (1992).

## Filmographie
- 1981 : Les Aventures de Tom Sawyer et Huckleberry Finn de Stanislav Govoroukhine : Becky Thatcher
- 2000 : La Fille du capitaine d'Alexandre Prochkine
- 2000 : La Noce de Pavel Lounguine
- 2002 : Un nouveau Russe (Олигарх) de Pavel Lounguine
- 2003 : Theoria zapoïa de Natalia Pogonitcheva
- 2003 : Zima. Vesna (Hiver, printemps)
- 2004 : Notchnoï dozor (Les Sentinelles de nuit)
- 2005 : Le Conseiller d'État (Статский советник) de Filipp Yankovsky, d'après le roman de Boris Akounine : Julie
- 2005 : Space Race (À la Conquête de l'Espace), série TV sur la course à l'espace : Nina Koroleva
- 2006 : Day Watch (Дневной дозор , Devnoï dozor)
- 2008 : Dedouchka v podarok (Un grand-père en cadeau)
- 2008 : Katcheli d'Anton Sivers
- 2008 : 13 messiatsev (13 mois)
- 2008 : Nikto, krome nas (Personne sauf nous)
- 2009 : Tchelovek s boulvara Margaritok (L'Homme du boulevard des marguerites)
- 2009 : Stalingrad snipers d'Alexandre Efremov
- 2010 : Robinson
- 2010 : Kadentsii (Les Cadences)
- 2013 : Les Trois Mousquetaires (Три мушкетёра, Tri mouchketiora) de Sergueï Jigounov : Anne d'Autriche
- 2013 : Apophegey (Апофегей) (TV) (Nadejda)
- 2016 : Earthquake (Zemletryassenie) de Sarik Andreassian
- 2017 : Salyut 7 (Салют-7) de Klim Chipenko : Nina Fedorova
- 2019 : Gosse de riche (Холоп) de Klim Chipenko : Anastasia
- 2020 : Un espion ordinaire : Vera Penkovsky